# (2015) Kachuevskaya
(2015) Kachuevskaya (1972 RA3) – planetoida z pasa głównego asteroid okrążająca Słońce w ciągu 3,57 lat w średniej odległości 2,34 au. Odkryta 4 września 1972 roku.